# Rocznik Korpusu Leśnego Królestwa Polskiego
Rocznik Korpusu Leśnego Królestwa Polskiego – polskie czasopismo wydawane w Warszawie w latach 1827-1834. Rocznik poświęcony sprawom organizacyjnym państwowego leśnictwa.
Czasopismo powstało w 1827 jako ukazujący się corocznie organ Królewskiego Korpusu Leśnego, utworzonego dekretem Aleksandra I z 1 (13) grudnia 1819. Rocznik zawierał „Kalendarz Leśny” zawierający terminy prowadzenia poszczególnych prac w leśnictwie oraz szczegółowy „Stan Osobisty” czyli skład osobowy Korpusu. Pierwotnie wydawcą rocznika była firma Natana Glücksberga („księgarza i typografa Królew. Warszawskiego Uniwersytetu” zmarłego w 1831), natomiast od siódmej edycji nie wskazano wydawcy, poprzestając w wydaniu na rok 1834 na informacji o drukarni: „Drukiem A. Gałęzowskiego i Spółki przy ulicy Żabiej Nr. 472”. Ostatnie wydanie nie zawierało również kalendarza, z czego redakcja tłumaczyła się w następujący sposób: „(...) lecz że wskutek nowej organizacyi Administracyi leśnej, przepisy dotychczasowe zmianie ulegną, i dodatkowe w tym przedmiocie Instrukcye w roku bieżącym wydane bydź mają; opisanie czynności administracyjnych i rachunkowych, Redakcya do roku następnego odłożyć musi, i z tego powodu Kalendarz leśny na ten rok opuszcza się”.
Od 1835 w miejsce Rocznika Korpusu Leśnego Królestwa Polskiego ukazywał się Rocznik Administracyi Leśnej Rządowej Królestwa Polskiego.